# Wicko Wielkie

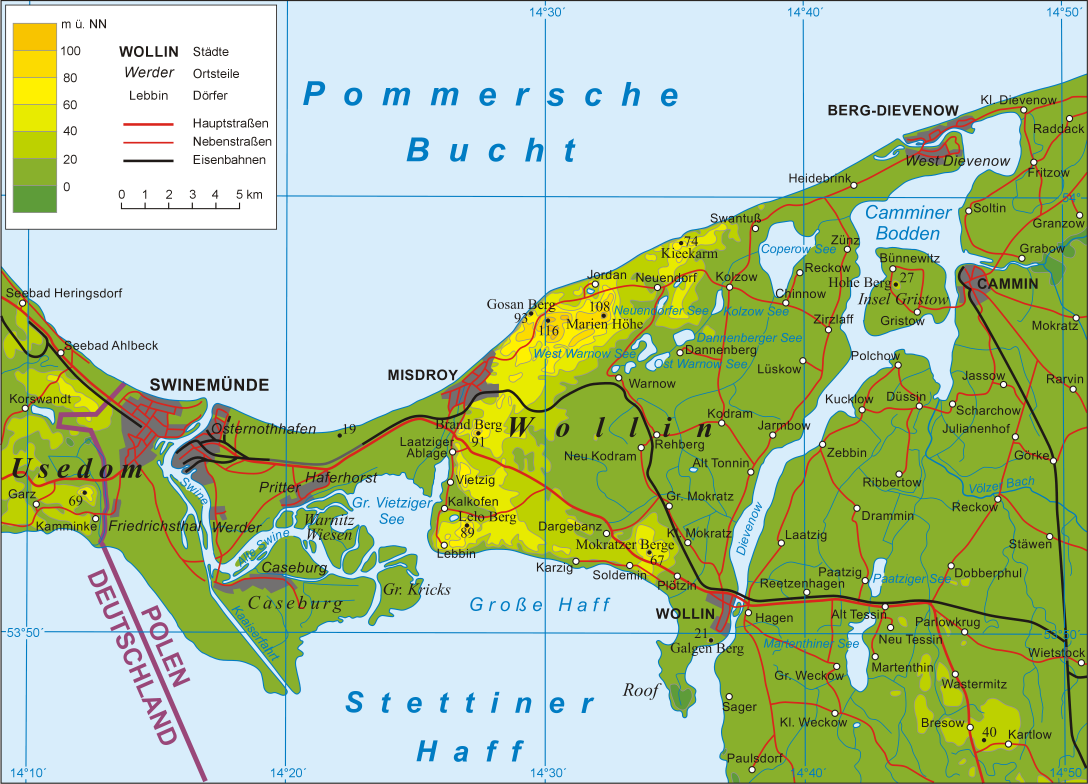
Karte von Wolin

Das Wicko Wielkie [ˈvitskɔ ˈvʲelkʲɛ] (deutsch: Großer Vietziger See) ist ein Gewässer in der Woiwodschaft Westpommern in Polen. Er wird häufig als See bezeichnet, tatsächlich handelt es sich jedoch um eine Bucht im Norden des Stettiner Haffs, die an ihrem Südende bei Lubin (Lebbin) über eine etwa 400 Meter breite Enge mit dem Haff verbunden ist.

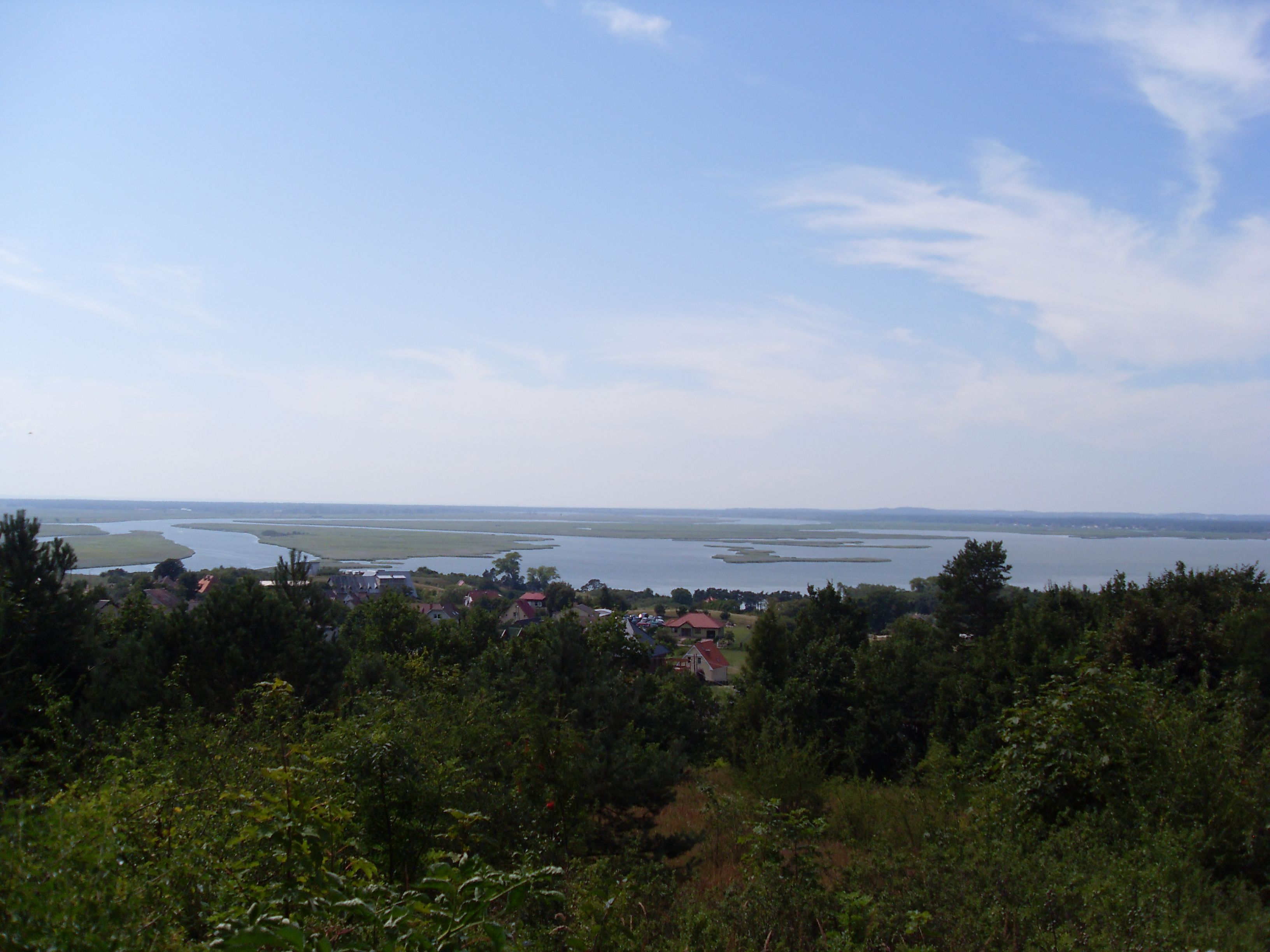
Stettiner Haff mit Wicko Wielkie; im Vordergrund Lubin

Der Wicko Wielkie ist im Osten von der Insel Wolin (Wollin) und im Norden von der zu dieser gehörenden Halbinsel Przytór (Pritter) umgeben. Im Nordosten befindet sich mit dem langgestreckten Wicko Małe (Kleiner Vietziger See) eine Bucht des Wicko Wielkie. Im Südwesten steht der Wicko Wielkie über mehrere Seitenarme mit dem Rückseitendelta der Alten Swine (Stara Świna) in Verbindung. Die Inseln (Werder) zwischen diesen Armen sind Naturschutzgebiete, z. B. Wydrza Kępa (Treumanns Wiese), Koński Smug (Hengst-Wiese), Warnie Kępy (Warnitzwiesen), Gęsia Kępa (Behrens-Holm), Wiszowa Kępa (Schilf-Insel) und Trzcinice-Inseln (Rohrhalter-Inseln).